# Binmaley
Binmaley est une municipalité de la province de Pangasinan, aux Philippines.